# Alen Jašaroski
Alen Jašaroski (in macedone Ален Јашароски?; Skopje, 6 novembre 1991) è un calciatore macedone, attaccante del Sileks Kratovo.

## Carriera

### Club
Il 1º luglio 2018 viene acquistato a titolo definitivo dalla squadra kosovara del Prishtina.